# أحمد طوغان
أحمد ثابت طوغان، (20 ديسمبر 1926 - 12 نوفمبر 2014) هو رسام كاريكاتير مصري. 

## حياته ونِشأته
ولد في يوم 20 ديسمبر 1926 في مدينة المنيا بصعيد مصر ثم انتقل في طفولته إلى القاهرة حيث برزت موهبته في الرسم، وتوفي في 12 نوفمبر 2014 بالقاهرة.

## الوظائف والمهن التي اضطلع بها الفنان
- مستشار فني دار التحرير للطبع والنشر.
- رسام كاريكاتير في الصحف منذ عام 1946 حتى الآن.
- يعمل الآن بجريدة الجمهورية.

## الأماكن التي عاش بها الفنان
- القاهرة.
- الجزائر.
- اليمن.
- يوغوسلافيا.
- تشيكلوسلوفاكيا.
- إيطاليا.
- فرنسا.

## المعارض الخاصة
- معرض بساقية عبد المنعم الصاوي بالزمالك.
- معرض (مصر الأربعينيات) بقاعة الفن التشكيلي بالأوبرا أبريل 2010.
- معرض (قمة وقامة) بأتيليية القاهرة مايو 2011.

## المعارض الجماعية المحلية
- صالون جاليرى الدورة الأولى بقاعة ساقية عبد المنعم الصاوى مايو 2007.
- معرض بعنوان (100 سنة كاريكاتير) بمركز رامتان الثقافي - متحف طه حسين يناير 2011.
- معرض «الكاريكاتير والثورة» بقاعات جمعية محبي الفنون الجميلة بجاردن سيتي أكتوبر 2011.

## المهام الفنية التي كلف بها والاسهامات العامة
- شارك في تأسيس جريدة الجمهورية ورسم الكاريكاتير السياسى فيها - كان ذلك في أكتوبر عام 1953 قبل صدورها بحوالى 6 شهور ومن يومها نشرت رسومه على صفحاتها يومياً.

## المؤلفات والأنشطة الثقافية
- أصدر العديد من الكتب ورسوم الكاريكاتير.
- كتابه الأول عن (قضايا الشعوب) أصدرته دار التحرير عام 1975 وكتب مقدمته الرئيس الراحل أنور السادات.

## الجوائز المحلية
- جائزة وسام العلوم والفنون من الطبقة الأولى.
- جائزة علي ومصطفى أمين.
- جائزة النيل للفنون لعام 2014.

## الجوائز الدولية
- الجائزة الثانية في مسابقة الكاريكاتير عن حقوق الإنسان من الأمم المتحدة.